# Henri Salvador

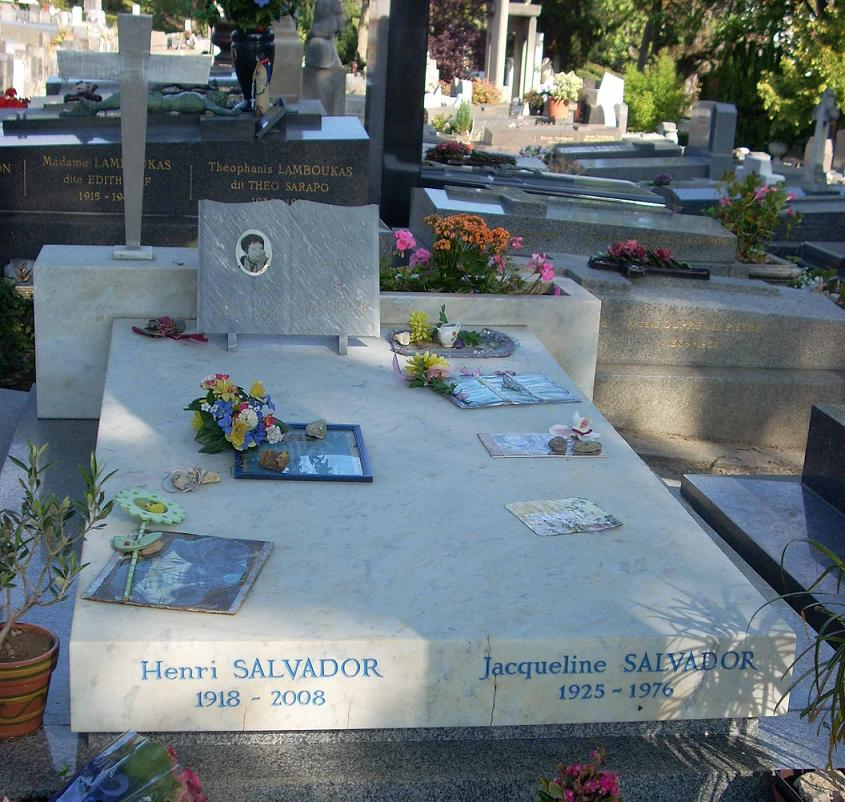
Tomba d'Henri Salvador al cementiri Père Lachaise de París

Henri Gabriel Salvador, conegut artísticament com a Henri Salvador (Cayenne, Guaiana Francesa, el 18 de juliol de 1917 - París, el 13 de febrer de 2008) va ser un cantant, compositor i guitarrista de jazz francès.

## Discografia
- 1958. Dans mon île
- 1959. Un certain sourire